# 보후밀 네메체크
보후밀 네메체크(체코어: Bohumil Němeček, 1938년 1월 2일~2010년 5월 2일)는 체코슬로바키아의 권투 선수이다. 1960년 하계 올림픽에서 라이트웰터급 금메달을 획득했다.

## 경력
타보르 출신이다. 아이스하키를 하다가 1955년에 권투로 전향했다. 1959년과 1960년에 체코슬로바키아 선수권 대회에서 우승을 차지하며 두각을 드러냈고 1960년에 체코슬로바키아 국가대표 선수로 발탁되었다. 그 해에 로마에서 열린 1960년 하계 올림픽 라이트웰터급에서 가나의 클레멘트 쿼테이를 누르고 금메달을 획득했다. 
1963년 모스크바에서 열린 1963년 유럽 선수권 대회에서 동메달을 획득했다. 이듬해인 1964년 도쿄에서 열린 1964년 하계 올림픽 웰터급 종목에 출전했으며 2라운드에서 핀란드의 페르티 푸르호넨에게 패하며 탈락했다. 
1967년에는 로마에서 열린 1967년 유럽 선수권 대회에서 동독의 만프레트 볼케를 누르고 우승을 차지했다. 이듬해인 1968년에는 멕시코시티에서 열린 1968년 하계 올림픽에 출전하며 통산 3번째 올림픽에 참가했으나 불가리아의 이반 키랴코프와의 2라운드 경기에서 실격 판정을 받으며 탈락했다. 멕시코시티 올림픽 이후 현역에서 은퇴했으며, 복싱 코치와 버스 운전 기사로 일했다. 
2000년에 뇌졸중으로 인해 반신마비에 걸렸으며 투병 생활을 하다가 2010년에 우스티나트라벰에서 사망했다.